# Morte de Eric Garner
Eric Garner morreu em 17 de julho de 2014 em Staten Island, Nova Iorque, depois de um oficial do New York City Police Department (NYPD) colocá-lo no que foi descrito como um estrangulamento por cerca de 15 a 19 segundos enquanto o prendia. O Escritório do Médico Legista da Cidade de Nova York atribui a morte de Garner a uma combinação de um estrangulamento, pressão de seu tórax, e a saúde ruim. As políticas da NYPD proíbem o uso de estrangulamentos.
Oficiais de polícia do NYPD se aproximaram de Garner, por suspeita de venda de "loosies" (cigarros individuais) a partir de pacotes sem selos fiscais. Depois de Garner dizer à polícia que ele estava cansado de ser molestado e que ele não estava vendendo cigarros, os policiais foram prendê-lo. Durante o processo de conter Garner, ele repetiu "eu não consigo respirar" onze vezes enquanto estava deitado de bruços na calçada. Depois de Garner perder a consciência, os oficiais viraram ele de lado para facilitar a respiração. Garner permaneceu deitado na calçada durante sete minutos, enquanto os policiais esperaram por uma ambulância. Nem os oficiais da polícia, nem os médicos-socorristas fizeram reanimação cardiorrespiratória pois criam que Garner ainda respirava, e por isso não seria nada adequado. Ele foi declarado morto no hospital cerca de uma hora mais tarde.
O médico legista concluiu que Garner foi morto por "compressão do pescoço (estrangulamento), a compressão do peito e posicionamento durante a contenção física por policiais." Nenhum dano para a traqueia de Garner ou ossos do pescoço foi encontrado. O médico legista determinou que a morte de Garner foi um homicídio. De acordo com o médico legista definição, um homicídio é uma morte causada por ações intencionais, de outra pessoa ou pessoas, que não é necessariamente uma morte intencional ou uma morte criminosa.
Em 3 de dezembro de 2014, o grande júri do Condado de Richmond decidiu não indiciar Pantaleo. Neste dia, o Departamento de Justiça anunciou que iria realizar uma investigação independente. O evento motivou protestos públicos e comícios, com acusações de brutalidade policial feitas por manifestantes. Em 28 de dezembro de 2014, pelo menos 50 manifestações tinham sido realizadas em todo o país especificamente para Garner, enquanto centenas de manifestações contra a brutalidade policial geral colocaram Garner como um ponto focal. Em 13 de julho de 2015, um acordo fora dos tribunais foi anunciado, em que a Cidade de Nova York iria pagar à família Garner US$5,9 milhões.

## Primeira onda de protestos
Al Sharpton organizou um protesto em Staten Island, na tarde do dia 19 de julho, e condenou o uso do estrangulamento pela polícia no Garner, dizendo que "não há justificativa" para isso.
No dia 29 de julho, um protesto organizado por WalkRunFly Produções e o poeta Daniel J. Watts, foi realizado na Times Square. O protesto foi em forma de poesia e muitos artistas da Broadway participaram do evento. Al Sharpton originalmente planejou liderar um protesto no dia 23 de agosto, no qual os participantes dirigiriam sobre a ponte Verrazano–Narrows Bridge, e em seguida, viajariam para o local do conflito e o escritório do Procurador Distrital Daniel M. Donovan, Jr. Esta ideia foi descartada em favor de Sharpton liderar uma marcha ao longo de Bay Street, em Staten Island, onde Garner morreu; a polícia estima que mais de 2.500 pessoas participaram da marcha.
Um outro local de protestos na cidade de Nova York foi a região de Foley Square, onde as pessoas usaram cartazes e gritaram exigindo justiça.